# Borkum
Borkum là một đảo và đô thị ở huyện Leer bang Niedersachsen, northwestern Đức. Đô thị này có diện tích 30,74 km².
Borkum về phía tây giáp eo biển Westereems (tạo thành biên giới với Hà Lan), phía đông giáp eo biển Osterems, phía bắc giáp Biển Bắc, và phía nam giáp biển Wadden. Đây là đảo lớn nhất và cực tây của quần đảo Đông Frisia ở Biển Bắc, nằm ở phía bắc tỉnh của Hà Lan Groningen.
Đảo này được tạo bởi hai đảo trước đây cách biệt và vẫn tiếp tục chia cắt bởi một vùng nước nông năm 1863.